# Ambrus Ferenc
Ambrus Ferenc (Rozsnyó, 1959. június 16. –) helytörténeti kutató, kultúraszervező, önkormányzati képviselő, lap- és könyvkiadó.

## Élete
Rozsnyón érettségizett, majd 1982-ben a nyitrai Pedagógiai Fakultáson tanári képesítést szerzett. Jólészen és Dernőn tanított. Egy ideig az Új Szó vidéki munkatársa, majd a Csemadok járási titkára lett. Egyik alapítója és vezetője az 1993-ban alakult Pákh Albert Társaságnak, szervezője a rozsnyói Czabán Samu Napoknak, alelnöke a Gömöri-Kishonti Múzeumegyesületnek.
Írt a Gömöri Hajnalba, az Új Szóba, a Nőbe és a Honismeretbe. Szerkesztője a Csemadok JB és a Pákh Albert Társaság által kiadott honismereti füzeteknek. Az 1980-as évek végén a Rozsnyói járás magyar községeiről sorozatot írt a Gömöri Hajnalba, amely külön is megjelent. 1996-ban Rozsnyói Kalendárium címmel kiadványt állított össze. Szerkesztője volt a Rozsnyói Futár havilapnak.
Érdemei vannak Arany Adalbert László hagyatékának és a rozsnyói, illetve Rozsnyó környéki kulturális értékek megmentésében.

## Művei
- Vass László emlékezete; szerk. Ambrus Ferenc, Krausz Zoltán, ifj. Vass László; Pákh Albert Társaság, Rozsnyó, 1993 (Pákh Albert füzetek)
- Prvých osem rokov - požiar na hrade Krásna Hôrka.